# Francisco Pagazaurtundúa González-Murrieta
Francisco Pagazaurtundúa González-Murrieta, conegut com a Francisco Pagaza o senzillament com a Pagaza, (Santurtzi, País Basc 1895 - Madrid, Espanya 1958) fou un jugador de futbol basc, guardonat amb una medalla olímpica. Va ser internacional amb la selecció espanyola.

## Biografia
Va néixer el 3 d'octubre de 1895 a la ciutat de Santurtzi, població situada a Biscaia. Va morir el 18 de novembre de 1958 a la ciutat de Madrid.

## Carrera esportiva

### Trajectòria per clubs
Va iniciar la seva trajectòria a l'Arenas Club de la ciutat de Getxo el 1912, si bé el 1916 fou fitxat per l'Atlètic de Madrid. El 1918 retornà al club de Getxo, amb el qual va aconseguir guanyar el campionat de Biscaia i la Copa d'Espanya l'any 1919. Posteriorment passà pel Racing de Santander (1921-1923 i 1924-1927), Gimnástica de Torrelavega (1923-1924) i Racing Club de Madrid (1927-1928).

### Trajectòria amb la selecció
Pagaza fou un dels integrants del debut de la selecció espanyola a nivell internacional en la competició olímpica de futbol dels Jocs Olímpics d'Estiu de 1920 realitzats a Anvers (Bèlgica), on aconseguí guanyar la medalla de plata. El jugador basc participà en el partit de debut de la selecció contra Dinamarca realitzat el 28 d'agost de 1920, en el qual el combinat espanyol guanyà. Al llarg de la seva carrera disputà set partits amb la selecció espanyola.
Amb l'anomenada Selecció regional del Nord, agrupació de jugadors de futbol càntabres i bascos, aconseguí guanyar la Copa Príncep d'Astúries de futbol l'any 1915. Així mateix participà en el primer partit amb la selecció de futbol de Cantàbria, disputat el 9 de març de 1924 contra la selecció d'Aragó i en la qual guanyaren per tres a zero.

### Trajectòria com a entrenador
| Club                | Anys      |
| ------------------- | --------- |
| Racing de Santander | 1929-1930 |
| Atlético Osasuna    | 1930-1931 |
| Racing de Santander | 1932-1933 |
| Sporting de Gijón   | 1933-1934 |
| RCD Mallorca        | 1939-1941 |
| Racing de Santander | 1941-1943 |
| Hèrcules C. F.      | 1944-1945 |
| Elx C. F.           | 1945-1946 |